# Лосский, Николай Владимирович
Никола́й Владими́рович Ло́сский (20 ноября 1929, Париж — 23 октября 2017, Париж) — французский богослов и филолог-англист, священнослужитель Корсунской епархии Русской православной церкви в сане протоиерея, клирик Всехскорбященского храма в Париже.
Заслуженный профессор университета Париж X — Нантер (Франция), профессор Свято-Сергиевского богословского института в Париже. Автор многих статей и книг по богословию, экклезиологии, истории англиканства, сын Владимира Николаевича Лосского.

## Биография
Родился 20 ноября 1929 года в Париже в семье видного православного богослова Владимира Николаевича Лосского и Магдалины Исааковны Малкиель-Шапиро (1905—1968), двоюродной сестры филологов Виктора Жирмунского и Мирона Малкиеля-Жирмунского, издателя Якова Блоха и поэтессы Раисы Блох, троюродной сестры  лингвиста Якова Малкиеля и писателя Юрия Тынянова. Дядя — музыкальный педагог, виолончелист, профессор Токийской консерватории Константин Исаакович Шапиро.
Учился в Интернате Святого Георгия. Окончил английское отделение Сорбонны и Богословский институт Святого Дионисия в Париже. В 1953—1955 годах учился в Оксфордском университете в Англии, изучал английское богословие.
В 1957—1964 годах преподавал английский язык в лицеях.
С 1964 года — профессор Парижского университета в Нантер (под Парижем).
С 1964 по 1989 год — директор (главный редактор) журнала «Вестник Русского Западно-Европейского Патриаршего Экзархата» Московского патриархата. Доцент, затем профессор и заслуженный профессор университета Париж X — Нантер (Франция).
Участник съездов Русского студенческого христианского движения в 1965, 1967, 1972, 1977 годах, участник первого Съезда западноевропейской православной молодёжи в Анси (департамент Верхняя Савойя) в 1971 году, выступал на съездах с докладами.
Активный деятель международного православного движения. Работал во Всемирном совете церквей; член комиссии «Вера и церковное устройство».
В 1975—1980 годы участвовал в передачах о православии по французскому телевидению (TF1).
С 1976 года преподавал на кафедре истории Церкви в Свято-Сергиевском Богословском институте в Париже.
После 1985 года неоднократно бывал в России, где читал лекции о различных вопросах церковной жизни.
25 декабря 2002 года архиепископом Корсунским Иннокентием (Васильевым) был рукоположён в сан диакона. Ему было тогда 73 года.
22 октября 2006 года в храме в честь иконы Божией Матери «Всех скорбящих радость» и преподобной Геновефы Парижской (Московская патриархия) архиепископ Корсунский Иннокентий (Васильев) рукоположил его в сан пресвитера для данного франкоязычного прихода.
В 2009 году был возведён в сан протоиерея.
Несмотря на преклонный возраст и тяжелую болезнь, протоиерей Николай вплоть до последних дней своей жизни посещал все храмовые богослужения и причащался Святых Христовых Тайн.
Скончался 23 октября 2017 года на 88-м году жизни в госпитале Сен-Луи (Париж). Вечером этого же дня во Всехскорбященском храме в Париже, клириком которого являлся протоиерей Николай, состоялась панихида по новопреставленному. В своём соболезновании патриарх Кирилл отметил: «Со скорбью воспринял известие о кончине старейшего клирика Корсунской епархии, протоиерея Николая Лосского, известного богослова и активного деятеля Русской Православной Церкви во Франции, которого лично очень хорошо знал и с которым вместе трудился в сфере внешней церковной деятельности на протяжении многих лет». 25 октября в храме Свято-Сергиевского богословского института в Париже состоялось его отпевание, которое возглавил епископ Корсунский Нестор (Сиротенко).

## Семья
Жена — Вероника Лосская (в девичестве Юдина-Бельская) (1931—2018), литературовед-русист и переводчик, профессор Сорбонны, известна своими исследованиями творчества Марины Цветаевой.

## Награды
- высшая (командорская) степень ордена Академических пальм;
- доктор «Honoris causa» в Nashoin House (Англиканская богословская семинария в США) (1997)

## Публикации
статьи
- «Иисус Христос — Жизнь мира». Доклад на втором подготовительном семинаре к VI Ассамблее ВСЦ // Журнал Московской Патриархии. 1983. — № 6. — С. 72-74.
- Incidences en Occident (et en Russie) du renouveau théologique russe au XXe siècle // Cahiers du monde russe et soviétique. 1988. — № 29 (3-4). — P. 553—559.
- A propos de la lettre apostolique «Orientale lumen» // Études. 384, 1/3841 (1996). — P. 75-78.
- L'Église d’Angleterre et l’orthodoxie russe : quelques exemples de relations // In Revue des Études Slaves, vol. 70, no 2, 1998. — P. 469—476
- Theology and Spirituality in the Work of Vladimir Lossky // Ecumenical Review. 1999. — Vol. 51. — N 3. — P. 288—293.
- L'église orthodoxe et le mouvement œcuménique : les difficultés // Recherches de Science Religieuse, 2001/2002 (Tome 89). — P. 225—245.
- Понятие о личности по В. Н. Лосскому // Учение Церкви о человеке: Богословской конференции РПЦ, Москва 5-8 ноября 2001 г.: Материалы. — М., 2002. — С. 363—368
  - Понятие о личности по В. Н. Лосскому // Церковь и время. — М., 2002. — № 1. — С. 105—110.
  - Понятие о личности по В. Н. Лосскому // Христианская мысль. — Киев: Киевское Религиозно-философское общество, 2004. — № 1. — С. 36-38.
  - Понятие о личности по В. Н. Лосскому // Православное учение о человеке. Избранные статьи. — М.; Клин: Синодальная богословская комиссия, Изд-во Христианская жизнь, 2004. — С. 324—329.
- Théologie et spiritualité chez Vladimir Lossky // Contacts. 2003. T. 55 — № 204. — P. 376—386
  - Théologie et spiritualité chez Vladimir Lossky // Messager de l'Église orthodoxe russe. 2008. — № 8. — P. 6-12.
- Соборность-кафоличность и первенство и православной экклезиологии // Богословская конференция Русской Православной Церкви «Православное учение о Церкви». Москва, 17 — 20 ноября 2003 г. Материалы. — М.: Синодальная Богословская комиссия, 2004. — С. 90-93. — 360 с.
- Vladimir Lossky et le père Lev Gillet // Contacts. 2005. — T. 57. — № 212. — P. 319—321
- Возрождение патриотического богословия в XX в. в католической и православной Церквах на Западе // Православное богословие и Запад в XX в. История встречи: Материалы Международной конференции Синодальной Богословской комиссии Русской Православной Церкви и итальянского фонда «Христианская Россия» (Италия, 2004). — Христианская Россия, 2006. — С. 95-99.
- Quelques souvenirs de mgr basile krivochéine // Contacts. 2006. — T. 58. — № 215. — P. 349—351.

книги
- Lancelot Andrewes Lancelot, le predicateur (1955—1626): Aux sources de la theologie mystique de l’Eglise d’Angleterre. — Paris: Cerf, 1986. — 374 p.
  - Lancelot Andrewes the Preacher (1555—1626): The Origins of Mystical Theology in the Church of England. By Nicholas Lossky. Translated by Andrew Louth. — Oxford: Clarendon Press, 1991. — 377 pp.
- Essai sur une theologie de la musique liturgique: Perspective orthodoxe. — P.: Cerf, 2003. — 114 p.
  - Очерк богословия литургической музыки : православный взгляд / пер. с фр. М. Лифоровой. — Москва : Познание, 2021. — 103 с. — ISBN 978-5-906960-85-6 — 1500 экз.